# Geiraldsgnúpur
Geiraldsgnúpur är en kulle i republiken Island. Den ligger i regionen Norðurland vestra, 120 km nordost om huvudstaden Reykjavík. Toppen på Geiraldsgnúpur är 615 meter över havet.
Trakten runt Geiraldsgnúpur är nära nog obefolkad, med mindre än två invånare per kvadratkilometer. Det finns inga samhällen i närheten. Trakten runt Geiraldsgnúpur består i huvudsak av gräsmarker.